# Johann Simeon von Raschèr
Johann Simeon von Raschèr (* 3. Dezember 1756 in Chur, Kanton Graubünden; † 4. April 1810 ebenda) war ein Schweizer Stadtschreiber und Politiker.

## Leben und Werk
Raschèr entstammte einem angesehenen Churer Geschlecht und war ab 1776 Stadtschreiber von Chur. 1779 war er Oberzunftmeister und 1785 erfolgte seine Wahl zum Bundschreiber. Als solcher betreute er die Bundes- und Standeskanzlei. 1792 begleitete Raschèr eine Standesdelegation nach Mailand, wo mit der dortigen Regierung die Anstände mit dem Veltlin beigelegt wurden. 1794 war Raschèr Präsident der Abordnung des Gotteshausbundes an der ausserordentlichen Standesversammlung und bald darauf Richter des unparteiischen Gerichts. Raschèr war ab 1801 Deputierter zur kantonalen Tagsatzung und führender Politiker in der Übergangszeit vom Freistaat zum Kanton. Er war mit Johann Baptista von Tscharner befreundet.
Raschèr war seit 1788 mit Ursula, geborene von Juvalta, verheiratet.